# キシリトールオキシダーゼ
キシリトールオキシダーゼ（xylitol oxidase, XylO, AldO）は、次の化学反応を触媒する酸化還元酵素である。
キシリトール + O2 {\displaystyle \rightleftharpoons } キシロース + H2O2
反応式の通り、この酵素の基質はキシリトールとO2、生成物はキシロースとH2O2である。
組織名は alditol:oxygen oxidoreductase (AldO) で、別名に xylitol oxidase, xylitol:oxygen oxidoreductase がある。